# Dominic Chianese
Dominic Chianese (Bronx, 24 de fevereiro de 1931) é um ator e vocalista americano que foi mais notado pelo seu papel como Junior Soprano na série de televisão The Sopranos no qual ficou no ar no HBO de 1999 a 2007.

## Filmografia

### Filmes
- 1972 - Fuzz
- 1974 - The Godfather: Part II
- 1975 - Dog Day Afternoon
- 1976 - All the President's Men
- 1978 - Fingers
  - On the Yard
- 1979 - Firepower
  - ...And Justice for All
- 1981 - Fort Apache, The Bronx
- 1989 - Second Sight
- 1990 - Q&A
- 1991 - Out for Justice
- 1992 - The Public Eye
- 1993 - Rivalen des Glücks - The Contenders
  - The Night We Never Met
- 1996 - If Lucy Fell
  - Love Is All There Is
  - Gotti
  - The Mouse
  - Looking for Richard
- 1997 - Night Falls on Manhattan
- 1998 - Went to Coney Island on a Mission from God... Be Back by Five
- 1999 - Cradle Will Rock
- 2002 - Unfaithful
- 2004 - When Will I Be Loved
  - King of the Corner
- 2006 - The Last New Yorker
- 2007 - Adrift in Manhattan
- 2011 - Mr. Popper's Penguins
- 2013 - The Family

### Televisão
- 1964 - East Side/West Side
- 1976 - Kojak
- 1981 - Ryan's Hope
- 1986 - Tales from the Darkside
- 1991, 1995–97 - Law & Order
- 1997 - Cosby
- 1999–2007 - The Sopranos
- 2010 - Damages
  - Blue Bloods
- 2011–13 - Boardwalk Empire
- 2012–15 - The Good Wife